# Tecnofobia
Tecnofobia é o medo da tecnologia moderna. Extremizada em obras de ficção, como no livro Frankenstein ou o filme Blade Runner, no cotidiano manifesta-se com o receio em utilizar um computador ou uma caixa multibanco.